# رود مكنيل
رود مكنيل (بالإنجليزية: Rod McNeill)‏ هو لاعب كرة قدم أمريكية أمريكي، ولد في 26 مارس 1951 في درم في الولايات المتحدة.

## وصلات خارجية
- رود مكنيل على موقع مرجع كرة القدم المحترفة.كوم (الإنجليزية)